# Седеньо, Маргарита
Маргарита Мария Седеньо Лисардо (исп. Margarita María Cedeño Lizardo; род. 1 мая 1965, Санто-Доминго) — доминиканский политический, государственный и общественный деятель, первая леди (2004—2012), вице-президент (2012—2020).

## Биография
Родилась 1 мая 1965 года в Санто-Доминго, Доминиканская Республика, в семье Луиса Эмилио Седеньо Матоса и Анхелы Маргариты Лисардо Оливарес. Изучала право на юридическом факультете Саламанкского университета. Она также получила степень бакалавра права в Автономном университете Санто-Доминго и степень магистра в области экономического законодательства в Папском католическом университете Мадре-и-Маэстра.
В ранние годы своей карьеры она работала в местных юридических фирмах. С 1996 по 2000 год она была помощником президента по правовым вопросам, а затем стала заместителем государственного секретаря. В 2004 году её супруг Леонель Фернандес был избран президентом Доминиканской Республики, а она стала первой леди страны. 16 октября 2009 года Седеньо была назначен послом доброй воли Продовольственной и сельскохозяйственной организации ООН.
10 апреля 2011 года на заседании Центрального комитета Доминиканской партии освобождения Седеньо зарегистрировала предварительную кандидатуру на президентских выборах 2012 года. 20 мая 2012 года она была избрана вице-президентом страны при президенте Данило Медине, став второй в истории страны женщиной, занявшей данный пост. Её срок полномочий истёк в августе 2020 года.